# Julia Adelaide Harriet Raben-Levetzau
Julia Adelaide Harriet Raben-Levetzau, født Bornemann (30. juni 1808 – 28. marts 1888) var fra 1876 til sin død overhofmesterinde hos dronning Louise.
Hun var datter af justitiarius Anker Vilhelm Frederik Bornemann.
1. juli 1830 ægtede hun Carl Vilhelm Raben-Levetzau. Sammen med sin mand stiftede hun Den Raben-Levetzauske Fond. Theobald Stein har udført portrætbuster af ægteparret.